# Mose
Mose eller Moses är enligt traditionen inom judendomen och kristendomen israeliternas räddare ur träldomen i Egypten och grundläggaren av den israelitiska religionen. Inom islam betraktas han som en stor profet. Huruvida Mose var en historisk person är en omstridd fråga bland forskarna.
Enligt Andra till Femte Moseboken var Mose en hebreisk religiös och världslig ledare, lagstiftare och profet, som befriade Israels folk från slaveriet i Egypten, och ledare under uttåget ur Egypten. Han antas ha levt på 1300- eller 1200-talet f.Kr. och ska enligt traditionen ha nedtecknat de fem Moseböckerna, som judendomen benämner Torah. På hebreiska kallas han ofta Moshe Rabbeinu (מֹשֶׁה רַבֵּנוּ, bokstavligen "Mose, vår Lärare"). Han är den viktigaste profeten inom judendomen och räknas även som profet inom bland annat kristendomen, islam, bahá'í och rastafari.
Enligt Andra Moseboken föddes Mose under israeliternas tid som slavfolk i Egypten under en tid då farao (eventuellt åsyftas Seti I, som var farao kring skiftet 13-1200-tal f.Kr.) hade beordrat att alla nyfödda hebreiska pojkar skulle dödas, för att det judiska slavfolket inte skulle föröka sig mer. För att undvika detta lade Moses mor, som enligt Andra Moseboken hette Jokeved (hebreiska: יוֹכֶבֶד' / 'יוֹכָבֶד', Yoḫéved / Yoḫáved; tiberiansk hebreiska: Yôḵéḇeḏ / Yôḵāḇeḏ) sitt barn i en korg och satte den i vassen vid Nilens strandkant och lät Moses storasyster Mirjam sitta kvar för att se efter vad som hände. Faraos dotter gick till floden och upptäckte pojken. Storasystern tog då tillfället i akt och erbjöd faraos dotter att skaffa en amma. På så sätt kom Moses mor att avlönas för att amma sin egen son. Mose adopterades sedan av faraos dotter och växte upp vid det egyptiska hovet. Då han vid ett tillfälle fick se en egyptier slå ihjäl en av hans landsmän, dödade Mose denne egyptier i vredesmod och blev sedan tvungen att fly till midjaniternas land. Där livnärde han sig som herde och blev bekant med prästen Jetro. Han gifte sig med dennes dotter, Sippora.
Efter att de tio plågorna drabbade Egypten ledde Mose de hebreiska slavarna ut ur Egypten, tvärsöver Röda havet. Efter några månader i öknen ingick israeliterna ett förbund med Herren. På toppen av Sinaiberget mottog Mose de tio budorden av Gud. Trots att han sägs ha blivit 120 år gammal fick Mose aldrig komma in i det heliga landet. Han dog strax innan och fick överlåta ledarskapet till Josua.

## Den bibliske Mose

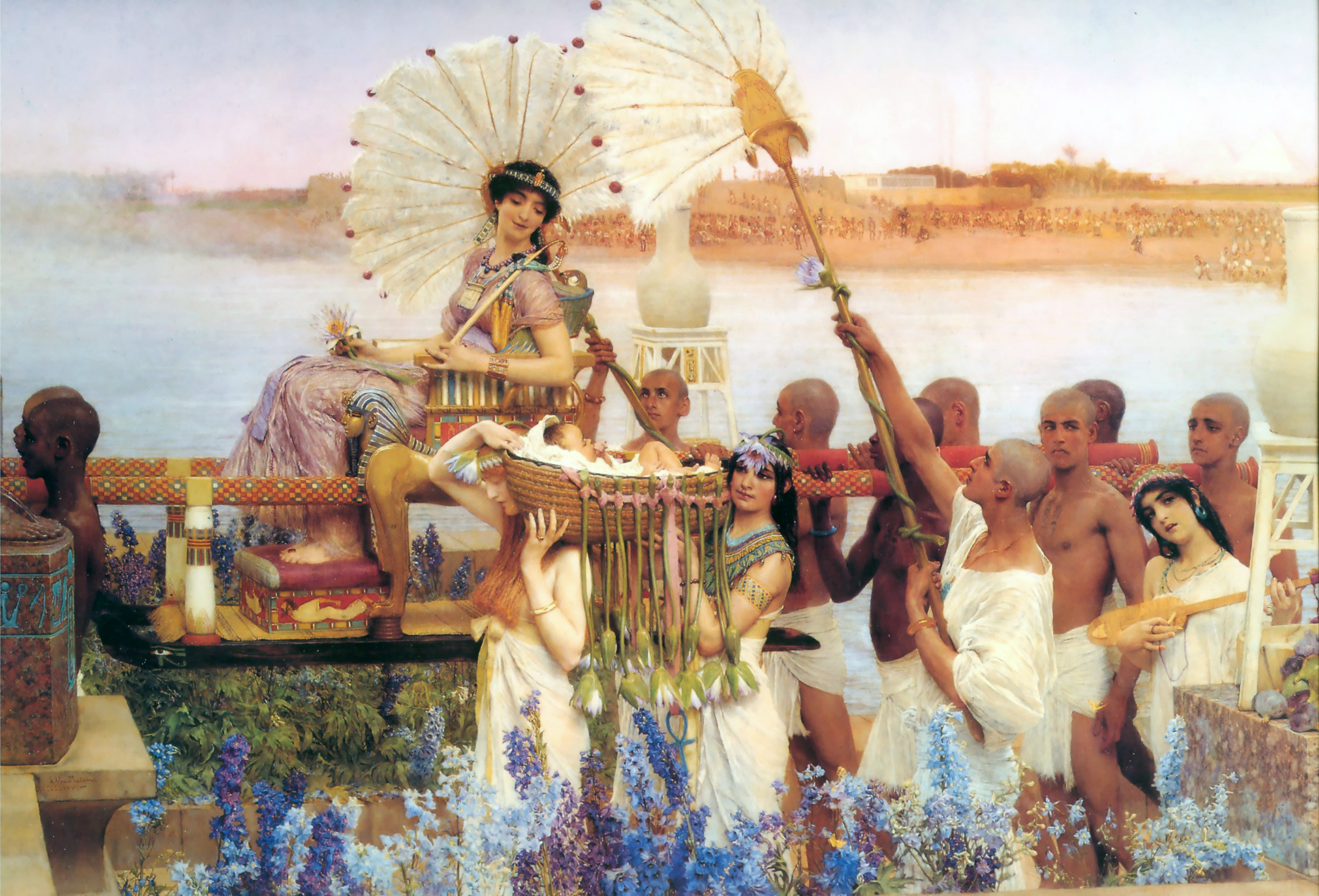
Upphittandet av Mose, målning (olja på duk) av Lawrence Alma-Tadema (1904).

Faraos dotter och Mosesbarnet av Bartholomeus Breenbergh. Olja på duk, 1622, Hallwylska museet.

De bibliska berättelserna om Mose står att läsa i de fyra sista av de fem Moseböckerna. Andra Moseboken tar upp berättelsen 230 år efter Jakobs ankomst till Egypten. Enligt Andra Moseboken var Mose son till Amram, som tillhörde den levitiska stammen från Israel, vilken härstammade från Jakob, och hans hustru Jokeved. Jokeved (även Jokebed) var anhörig till Amrams far Kehat (2 Mos. 6:20). Mose hade en äldre syster, Mirjam, och en äldre bror, Aron. Enligt Första Moseboken 46:11 hade Amrams far Kehat invandrat till Egypten tillsammans med 70 personer från Jakobs hushåll, vilket innebär att Mose tillhörde den andra generationen israeliter födda under deras tid i Egypten.
Enligt Andra Moseboken inföll Moses födelse den sjunde adar 2368 (omkring februari-mars 1391 f.Kr.) och under en tid då farao hade beordrat att alla nyfödda hebreiska pojkar skulle dödas genom att dränkas i Nilen. Faraos identitet lämnas ospecifierad. Jokeved, leviten Amrams fru, födde en son och höll honom gömd i tre månader. När hon inte längre kunde hålla honom gömd lade hon honom i en korg och satte den i vassen vid Nilens strandkant. Enligt Koranen befallde Gud henne att lägga honom i en liten ark och överge honom i Guds värn, för att på så sätt visa prov på sin tillit till Gud. Enligt Bibeln lät Jokeved Moses syster Mirjam sitta kvar för att se efter vad som hände, tills faraos dotter Thermuthis (Bithiah) gick till floden och upptäckte pojken. Mirjam tog tillfället i akt och erbjöd faraos dotter att skaffa en amma. På så sätt kom Moses mor att avlönas för att amma sin egen son (2 Mos. kap. 1, 2). Mose växte upp och fördes sedan fram inför faraos dotter och blev hennes son.
Enligt berättelsen i Koranen var det faraos hustru som hittade Mose i Nilen och inte hans dotter. Hon övertygade sedan farao att behålla honom som sin son, eftersom de inte hade blivit välsignade med några barn.

### Herde i Midjan
När Mose hade nått vuxen ålder gick han för att se hur hans bröder klarade sig. Då han fick se en egyptier slå en hebré dödade han egyptiern och begravde kroppen i sanden. Han antog att ingen som visste om vad som hänt skulle vara benägen att tala om det. Nästa dag fick han se två hebréer som grälade. Han försökte separera dem, varefter den hebré som var orättvis mot den andre hånade Mose för att ha slagit ihjäl egyptiern. Mose upptäckte snart att händelsen blivit känd och att farao förmodligen skulle straffa honom med döden för det. Han tog därför sin flykt över Röda havet och till Midjan. I Midjan stannade han till vid en brunn, där han skyddade sju herdinnor från ett anhang ohyfsade herdar. Herdinnornas far Hobab (även känd som Raguel och Jetro, och förmodligen Shoaib enligt Koranen), präst i Midjan, var oerhört tacksam för stödet Mose visat hans döttrar och antog honom därför som sin son och gav honom sin dotter Sippora till hustru. Han gjorde honom också till högste uppsyningsman över sina hjordar. Mose uppehöll sig i Midjan i fyrtio år och Sippora födde honom en son, Gershom. En dag drev Mose sin flock till andra sidan öknen och kom till Guds berg, Horeb (2 Mos. kap. 3). Där fick han se en buske som stod i låga, utan att brinna upp. När han gick dit för att se efter talade Gud till honom ur busken och avslöjade sedan sitt namn för Mose.

### De tio plågorna och uttåget ur Egypten

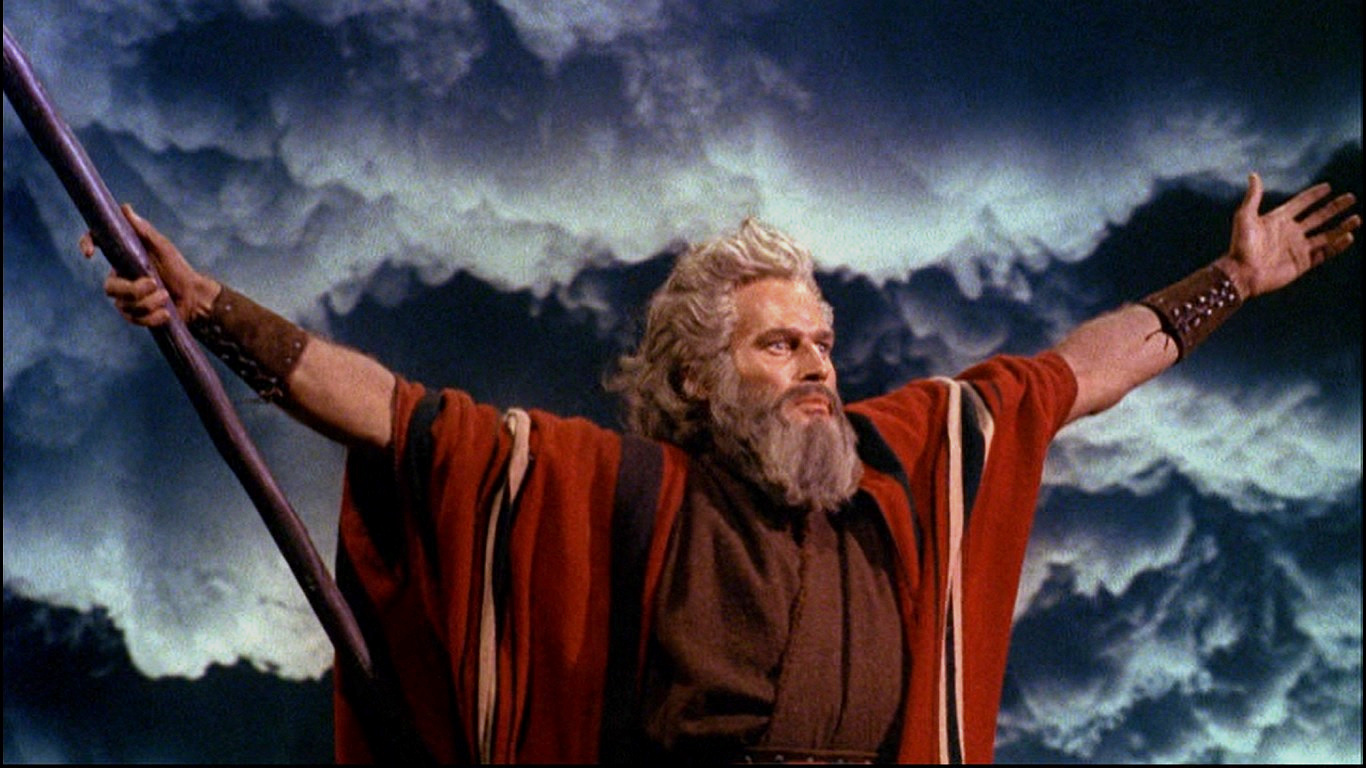
Mose leder sitt folk genom Röda havet. Scen från De tio budorden.

Gud kallade Mose att befria sitt folk från slaveriet i Egypten. Gud visade Mose hur han kunde förvandla sin stav till en orm och vålla och läka spetälska, och sade att han också kunde ta vatten ur Nilen och hälla det på marken, och att vattnet från floden då skulle förvandlas till blod. Koranen betonar Moses uppdrag att inbjuda farao att ta emot Guds gudomliga budskap samt ge frälsning till israeliterna.
Mose gav sig iväg mot Egypten och blev nästan dödad av Gud för att hans son inte var omskuren (betydelsen av denna dunkla passage kan diskuteras på grund av hebreiskans tvetydighet och dess plötsliga närvaro i berättelsen; flera tolkningar är därför möjliga). Han möttes på vägen av sin äldre bror, Aron, och fick ett förhör med sina förtryckta fränder när de återvände till Egypten. De trodde Mose och Aron efter att de sett tecknen de utfört mitt i den israelitiska folksamlingen. Det visar sig att förtryckets farao (ibland identifierad med Ramses II) under Moses frånvaro hade dött och ersatts av en ny farao. Om Ramses II var förtryckets farao skulle den nye farao vara Merneptah. Eftersom historien som Andra Moseboken beskriver är katastrofal för egyptierna då den omfattar fruktansvärda plågor, förlusten av tusentals slavar och många dödsfall (eventuellt även faraos egen död, trots att detta är oklart i Andra Moseboken) - är det iögonfallande att inga fornegyptiska dokument som talar om israeliter i Egypten någonsin har funnits. Men Merneptah är faktiskt historiskt känd för att ha varit en medelmåttig härskare, och definitivt en svagare än Ramses II. Mose och Aron gick till farao och sade till honom att Herren, Israels Gud ville att farao skulle tillåta israeliterna att fira en högtid i öknen till Guds ära. Farao svarade att han inte kände deras Gud och att han inte skulle tillåta dem att fira sin högtid. Farao förebrådde Mose och Aron och tvingade israeliterna att samla sina egna strån som halm för att göra det tegel som krävdes av dem, men utan att minska den dagliga mängden. Mose och Aron gick åter till farao och kastade Arons stav framför honom, så att den förvandlades till en orm, men faraos trollkarlar och siarpräster gjorde samma sak med sina stavar. Mose och Aron fick en tredje chans när de tidigt på morgonen gick för att möta farao vid Nilens strandkant. Mose sade till Aron att ta sin stav och slå på Nilens vatten och förvandla det till blod. Men de egyptiska siarprästerna åstadkom samma sak genom sin svartkonst, och farao var obeveklig. Mose gick till farao en fjärde gång och sade då till Aron att sträcka ut sin hand över vattnen i Egypten så att landet översvämmades av grodor, men siarprästerna åstadkom samma sak genom sin svartkonst och lät det komma grodor över hela Egypten. Farao blev så småningom irriterad av grodorna och bad Mose att driva bort dem. Han lovade i gengäld att släppa israeliterna så att de kunde gå och offra till Herren. Följande dag dog grodorna och man samlade dem i stora högar, och de fyllde landet med sin stank. Detta förargade farao och han lyssnade därför inte till Mose och Aron.
Så småningom lät farao hebréerna gå efter att Moses gud sänt tio plågor över egyptierna. De tredje och fjärde var plågor av myggor och flugsvärmar. Den femte var en svår pest som drabbade egyptiernas boskap på fälten: hästar, åsnor, kameler, kor och får. Den sjätte plågan var variga bölder som slog upp på egyptierna. Vid den sjunde drabbade en hagelstorm Egypten. Alla som var kvar utomhus och inte hade kommit under tak, både människor och djur, träffades av haglet och dog. Den åttonde plågan var gräshoppor som täckte marken och gnagde rent på vartenda träd som växte på egyptiernas marker. Den nionde plågan var totalt mörker, ett mörker så tätt att man kunde ta på det. Vid den tionde och sista plågan gick Herren fram genom Egypten och dräpte alla förstfödda i landet, den förstfödde sonen till farao på tronen lika väl som den förstfödde sonen till slavinnan vid handkvarnen, och även allt förstfött bland boskapen. Farao kallade under natten till sig Mose och Aron och sade: "Gå er väg, lämna mitt land, både ni själva och de andra israeliterna. Gå, och frambär offer åt Herren som ni har bett om att få göra!" Händelserna ihågkommes och firas vid den judiska påsken.

### Israels räddning

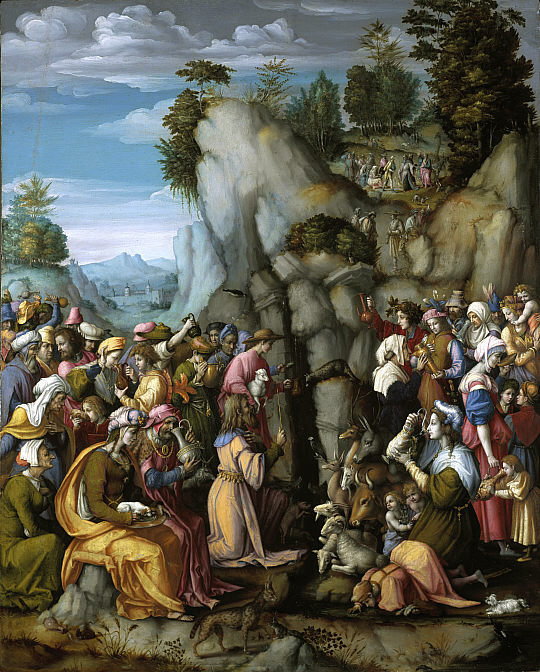
Mose får vatten att välla fram genom att slå på klippan vid Horeb med sin stav. Målning av Francesco Bacchiacca.

Mose ledde sitt folk österut och började den långa resan till kanaaneernas land. Egyptierna drev på dem för att få ut dem ur landet så fort som möjligt. De tänkte att de annars skulle dö allesammans. Israeliterna bröt upp från Ramses mot Suckot, ungefär 600 000 män till fots. Där stannade de för att hämta Josefs ben från hans grav, sedan bröt de upp från Suckot och vandrade vidare mot Etam, vid randen av öknen. De slog läger utanför Pi Hachirot mellan Migdol och havet mitt emot Baal Sefon. Under tiden hade farao och hans hovmän kommit på andra tankar och lät spänna för sina vagnar. Farao tog de 600 bästa stridsvagnarna och alla andra stridsvagnar i Egypten under befäl av höga officerare. De förföljde israeliterna och hann upp dem där de hade slagit läger vid havet. Då farao närmade sig och israeliterna upptäckte att egyptierna var på marsch mot dem blev de förfärade och ropade till Herren. Gud drev då undan havet och gjorde det till torrt land. Enligt Andra Moseboken klövs vattnet och israeliterna gick torrskodda tvärs igenom havet, medan vattnet stod som en vägg på båda sidor. När den egyptiska armén försökte komma efter dem lät Gud vattnet strömma tillbaka över egyptiernas vagnar och vagnskämpar. Vattnet dränkte hela faraos här som hade följt efter israeliterna ut i havet och inte en enda kom undan. Enligt Koranen ledde farao den egyptiska armén själv och drunknade tillsammans med sin armé. I sina sista ord bad han Gud om förlåtelse men Gud lät honom dö med hans kropp i perfekt form, för att han skulle bli ett exempel för varje tyrann som trotsar profeterna.

### Ökenvandringen
Folket fortsatte till Mara och vandrade i tre dagar i Shuröknen utan att finna vatten. Sedan kom de till Elim, där det fanns tolv källor och sjuttio palmer, och där slog de läger. Från Elim bröt de sedan upp och efter fyrtiofem dagar nådde de Sinöknen, mellan Elim och Sinai. De drog från lägerplats till lägerplats och slog slutligen läger i Refidim. Sedan kom de till Sinaiberget. Det var här Mose vaktade fåren åt sin svärfar Jetro, prästen i Midjan, när Herrens ängel uppenbarade sig för honom i den brinnande busken; det var här han fick vatten att välla fram genom att slå på klippan vid Horeb med sin stav och här han kom att leda slaget mot amalekiterna. Mose återförenas så småningom med Jetro. När Jetro fick höra om allt som Herren hade gjort mot farao och mot Egypten för Israels skull, om alla svårigheter som hade mött dem på vägen och hur Herren hade räddat dem gick han bort och förde fram brännoffer och slaktoffer åt Gud, sedan åt han en måltid tillsammans med de äldste i menigheten. Nästa dag såg Jetro hur Mose satt från morgonen ända till kvällen för att skipa rätt bland folket och föreslog att Mose skulle utse några bland folket som själva skulle döma i de enklare målen. Mose lyssnade till sin svärfar och rättade sig efter honom.

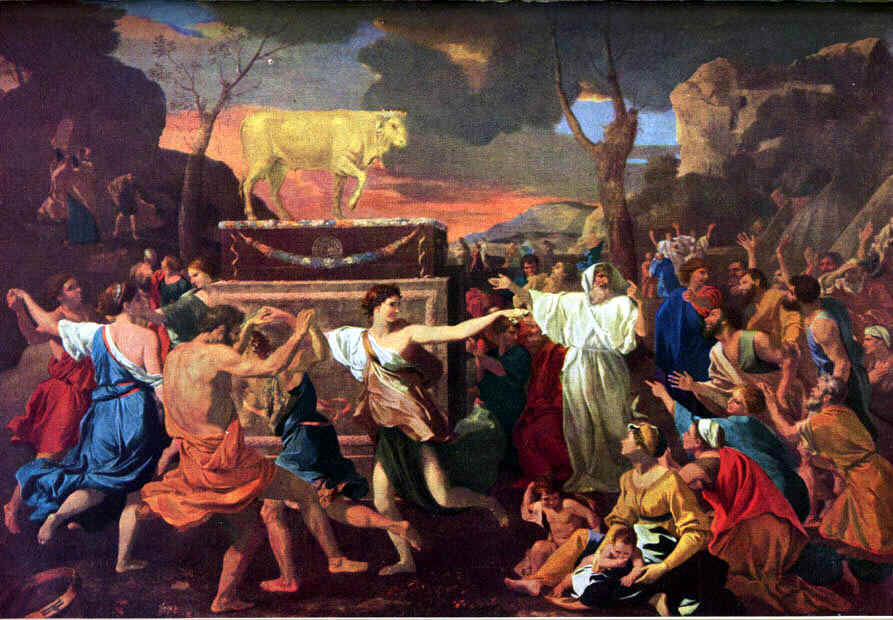
Tillbedjan av guldkalven, målning av Nicolas Poussin.

När israeliterna kom till Sinai slog de läger i närheten av berget. Mose varnade folket för att gå upp på berget eller komma för nära dess fot. Han gick sedan upp tillsammans med Aron för att möta Israels gud. Mose mottog de tio budorden muntligen och andra moraliska lagar. Innan Mose ensam gick upp för berget för att ta emot stentavlorna sade han till de äldste att rikta de frågor som kunde komma att uppstå till Aron och Hur. När folket såg att det dröjde innan Mose kom ner från berget samlades de kring Aron och sade till honom: "Gör oss en gud som kan gå framför oss! Vi vet inte vart den där Mose har tagit vägen, han som förde oss ut ur Egypten." Aron tog emot guldringar av människorna och knöt in det i en kappa. Sedan gjorde han en gjuten tjurkalv av guldet och sade: "Detta är dina gudar, O Israel, som förde dig ut ur Egypten." En "högtid till Herrens ära" proklamerades för den följande dagen och tidigt nästa morgon offrade folket brännoffer och frambar gemenskapsoffer, och slog sig ner för att äta och dricka och började sedan förlusta sig. Mose övertalade Herren att inte förgöra Israels folk. Han gick ner från berget och möttes av Josua. Mose förstörde guldkalven och förebrådde Aron för den synd han hade dragit över folket. När Mose märkte att Aron hade släppt greppet om folket och utlämnat det åt motståndarnas förakt ställde han sig i porten till lägret och ropade: "Alla som är på Herrens sida skall komma hit till mig!" Då samlade sig alla leviterna kring honom. De spände på sig svärden och gick fram och tillbaka genom lägret från port till port och högg ner bröder, vänner och grannar, och dödade totalt 3 000 män av folket.
Efter detta (enligt de sista kapitlen i Andra Moseboken) konstruerades och invigdes tabernaklet och den prästerliga lagen ordinerades. Sedan bröt folket upp från Haserot och slog läger i Paranöknen, strax söder om Kanaan. Mose skickade några män att utforska Kanaan och se efter vad det var för ett land. Efter fyrtio dagar återvände spanarna och rapporterade till Mose och Aron och hela menigheten, samt visade upp vad som växte i landet. Endast två av de tolv män som hade utforskat landet var dock villiga att försöka erövra det, och de stenades nästan för sina impopulära yttranden. Folket bröt ut i klagorop och gråt och ville återvända till Egypten. Mose sade till folket att de istället skulle vandra i öknen i fyrtio år tills alla de som vägrat gå in i Kanaan hade dött och deras barn skulle vilja gå in i landet. Tidigt nästa morgon sade israeliterna att de hade felat och att de nu ville tåga upp mot höglandet och ta Kanaan i besittning. Mose sade till dem att de inte skulle ge sig av, men israeliterna lyssnade inte utan invaderade Kanaan ändå, och krossades där av amalekiterna och kanaaneerna.

### Mose som ledare för massakern på Midjans befolkning
Mose var befälhavare för en armé om 12000 man som brände alla städer och tältläger i Midjan och dödade alla män och barn av mankön samt alla kvinnor som hade haft samlag med en man. Alla flickor som inte varit tillsammans med en man fick dock leva och behölls för erövrarnas egen räkning. Detta utfördes på uppdrag av Gud som hämnd för att midjaniterna förlett israeliterna till avgudadyrkan.

### Död
Mose utsåg Josua, Nuns son, till ledare över hela den israelitiska menigheten. Mose dog sedan vid 120 års ålder. Innan han dog gav han israeliterna sin välsignelse, sedan gick han från Moabs hedar upp till berget Nebo, högst uppe på Pisga, som låg mitt emot Jeriko, och Herren visade honom hela landet.
Herren begravde Mose i dalen mitt emot Bet Pegor i Moab. Israeliterna begrät Mose och sörjde honom i trettio dagar. Femte Moseboken avslutas med meningen: "Aldrig mer har det i Israel framträtt en sådan profet som Mose" (5 Mos. 34:10). Han var den ödmjukaste människan på jorden (4 Mos. 12:3), och åt honom anförtrodde Herren "hela sitt hus" (4 Mos. 12:7-8).

## Religionernas syn på Mose

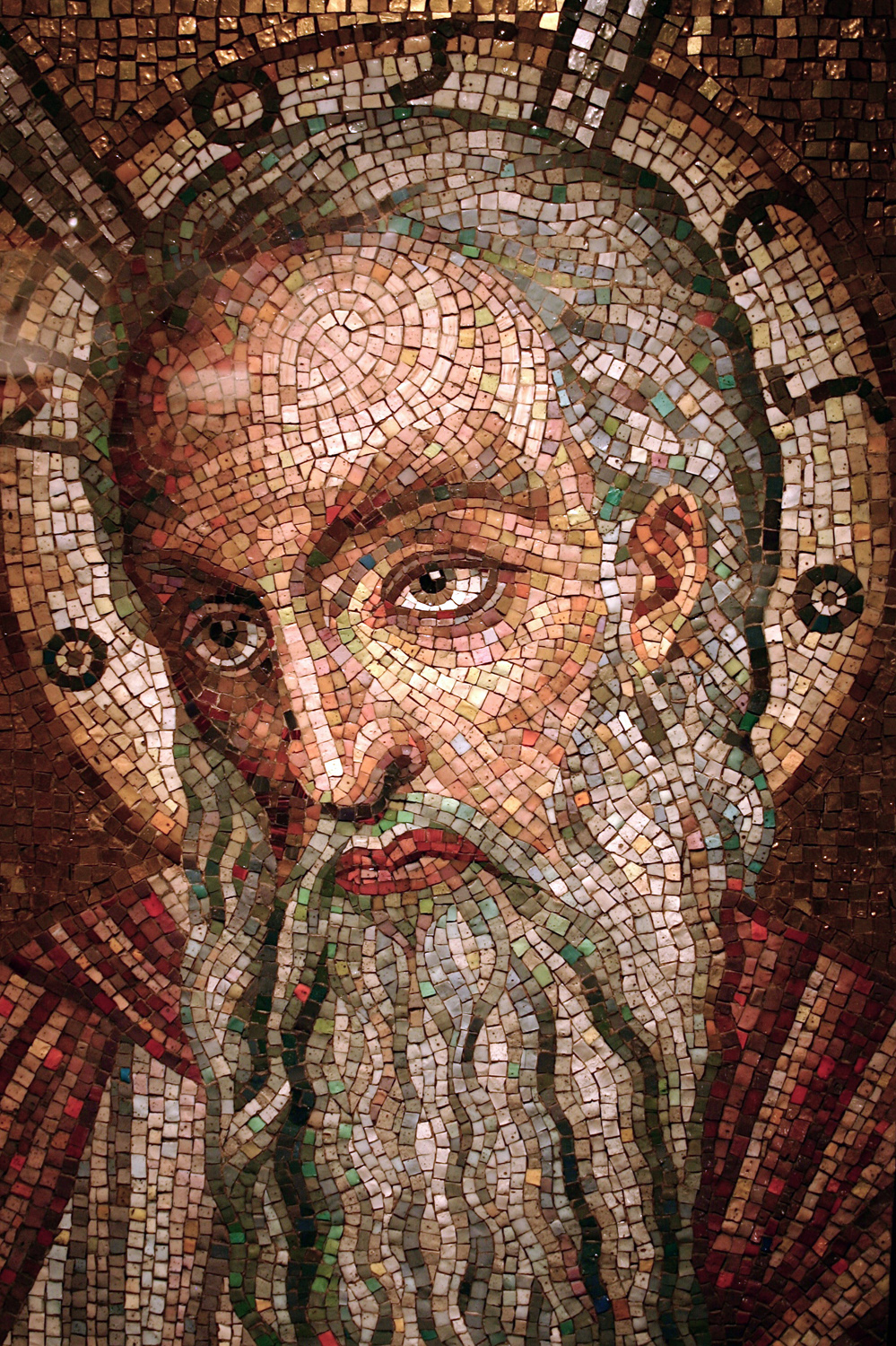
Mosaik föreställande Mose i Cathedral Basilica of St. Louis i Saint Louis, Missouri.

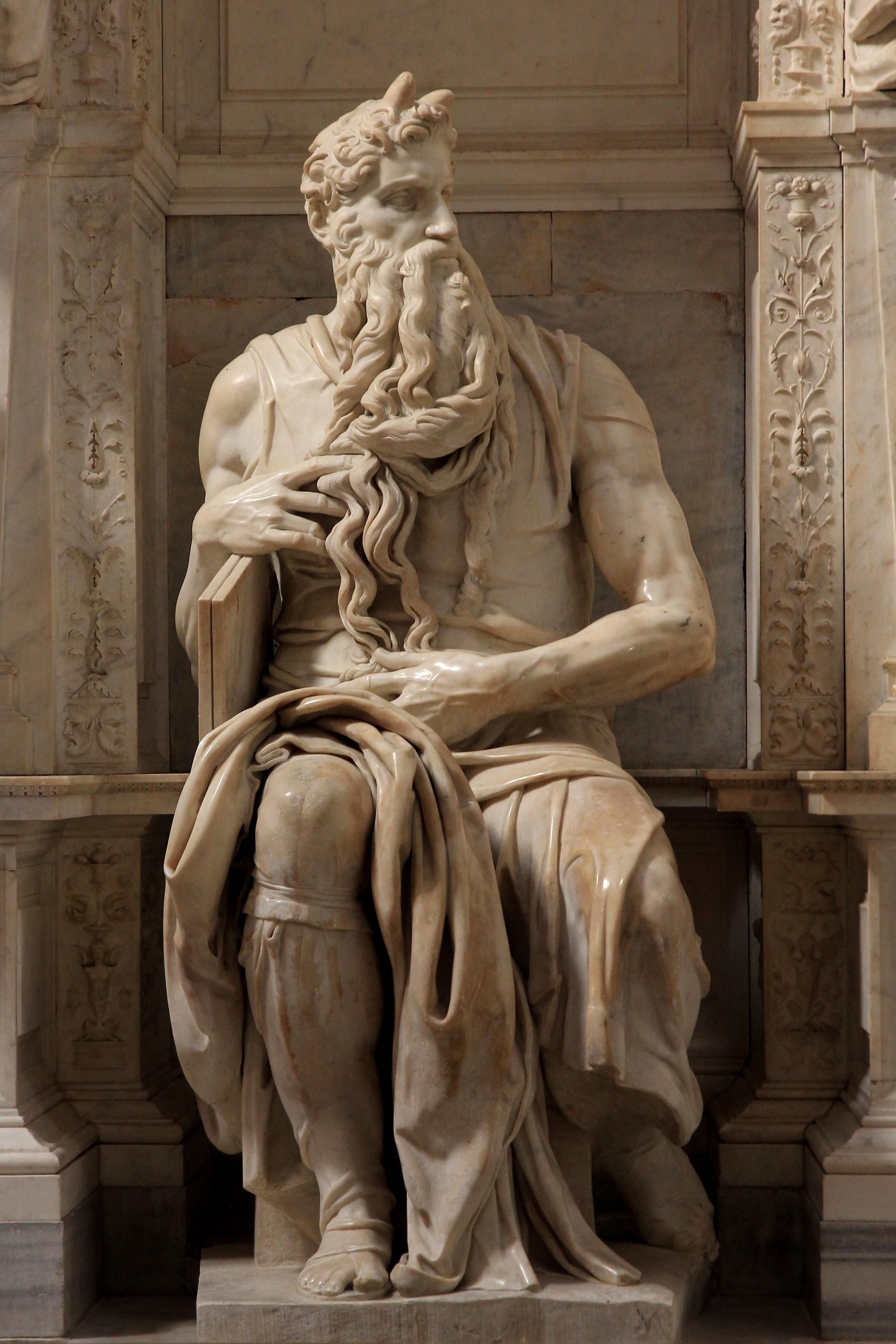
Mose, marmorskulptur av Michelangelo i San Pietro in Vincoli, Rom.

### Judendomen
Det finns en uppsjö av berättelser och ytterligare information om Mose i de judiska apokryferna och i genren rabbinsk exegetik (så kallad midrash), liksom i den muntliga judiska lagen och i Mishnah och Talmud. För ortodoxa judar är Mose verkligen Moshe Rabbenu, `Eved Hashem, Avi haNeviim zya"a. Han kallas "Vår ledare Mose", "Guds tjänare" och "Profeternas fader". Mose ses som den störste profeten. Delvis härrörande från Moses levnadsålder, och för att 120 år på annat håll i Bibeln anges vara den högsta åldern som Noas ättlingar kan uppnå, har "må du leva till 120" blivit en vanlig välsignelse och hälsning bland judar.

### Kristendomen
För kristna symboliserar Mose - vilken omnämns oftare i Nya testamentet än någon annan gammaltestamentlig profet - ofta Guds lag, den som fullbordas i Jesu lära. De nytestamentliga författarna jämför ofta Jesu ord och handlingar med Moses för att förklara Jesu uppdrag. I Apostlagärningarna 7:39-43 och 51:53 liknas förkastandet av Mose och judarnas tillbedjan av guldkalven vid judarnas avvisande av Jesus som Messias. Mose nämns i flera av Jesu budskap.
Enligt tre av de fyra evangelierna stod Jesus tillsammans med Mose och Elia på Förklaringsberget (se vidare Kristi förklaring). Senare kristna har funnit flera andra paralleller mellan Mose och Jesu liv i en sådan utsträckning att Jesus till och med liknas vid en "andra Mose".
Moses betydelse för den moderna kristendomen har inte minskat. Han betraktas och vördas som helgon inom flera kyrkor och ihågkommes därtill som profet. Han är en viktig person i den judisk-kristna trons historia och de tio budorden är också viktiga.

### Islam
Mose, på arabiska Musa, nämns fler gånger i Koranen än någon annan person. Hans liv återberättas mer detaljerat än någon annan profets. Mose beskrivs i Koranen både som profet (nabi) och budbärare (rasul), vilket betyder att han förde med sig en skrift och en lag till sitt folk. Mose uppdrag som Guds budbärare, som lagstiftare och som ledare av sitt folk, jämförs ofta med Muhammed. Han kallas ibland Kalim Allah, vilket betyder "han som talar med Gud".
De viktigaste bibliska händelserna i Mose liv återfinns också i Koranen, utspridda i olika suror. Bibeln fokuserar på Mose och israeliternas räddning, medan Koranen betonar relationen mellan Mose och Gud. Om Mose står det bl.a. i surorna 2:49-61, 7:103-160, 10:75-93, 17:101-104, 20:9-97, 26:10-66, 27:7-14, 28:3-46, 40:23-30, 43:46-55, 44:17-31 och 79:15-25.

### Mandeismen
Inom mandeismen ses Mose som en falsk profet.

## Mose som historisk person
Frågan om Mose var en historisk person är omtvistad. De flesta forskare anser i dag att Mose var en mytisk figur.
Bland de icke-judiska, antika historiker som i sina verk hänvisar till Mose kan nämnas Manetho, Apion, Publius Cornelius Tacitus och Porphyrios. Dessa är dock mycket senare, och visar enbart att antiken accepterade Moseböckernas historieskrivning. 
Moseböckerna är hopfogade av material från flera källor, varav en del tros ha ett mycket sent ursprung. Det är därför svårt att säga hur mycket, om något alls, av berättelserna om Mose och hans livsgärning som återger en historisk verklighet, och hur mycket som är tillagt senare. Den historiskt-kritiska grenen av bibelvetenskapen betraktar de flesta av berättelserna om Mose och om Israels folks uttåg ur Egypten som myter med tveksam historicitet. 
Forskare har försökt vaska fram historiska data ur de bibliska berättelserna om Mose. En teori är att Israels Gud, JHVH, övertagits från midjaniterna genom förmedling av Jetro och Mose. Moses levnad brukar förläggas till 1200-talet f.Kr. eller ibland 1400-talet f.Kr. Detta utgår från att uttåget ur Egypten enligt Första Kungaboken 6:1 skedde 480 år innan templet i Jerusalem invigdes, och bör därmed ha ägt rum omkring 1450 f.Kr., det vill säga under Nya rikets tid då Egyptens artonde dynasti härskade.

## Mose i konsten

### Moses horn

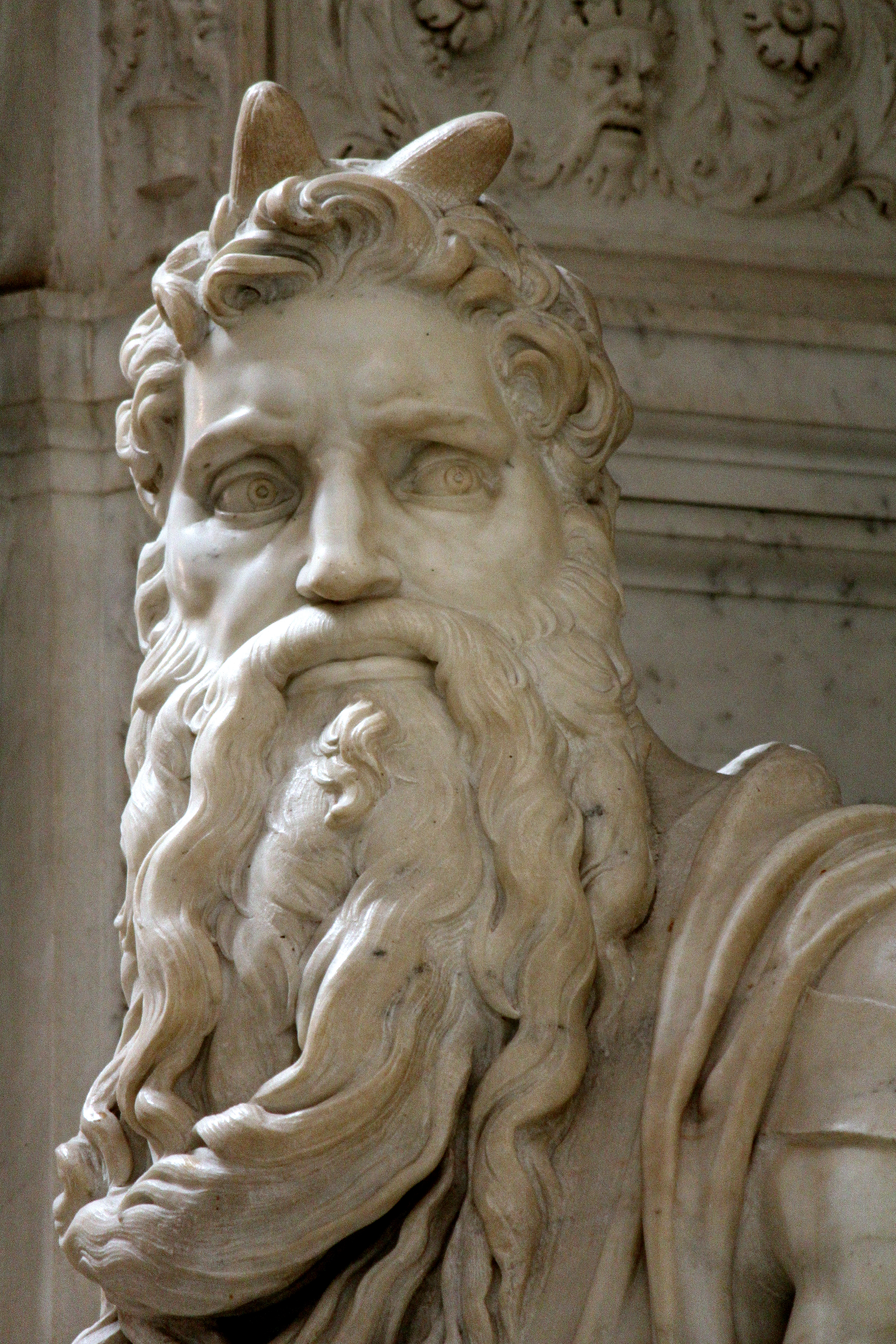
Mose med horn, av Michelangelo.

I den latinska bibelöversättningen Vulgata, står att Mose efter att ha sammanträffat med Gud på berget hade horn. 
Horn på huvudet är därför ett vanligt attribut för Mose. I bildkonsten var det vanligt att Mose framställs med horn på huvudet till och med renässansen. Även Michelangelos berömda staty avbildar Mose med tydliga horn på huvudet. Sedan man slutat ge Mose attributet horn, har han oftast avbildats hållande stentavlorna med budorden.
Den hebreiska texten är dubbeltydig, då samma ord kan betyda att en persons ansikte hade strålglans eller att personen hade horn. Vulgatans formulering kan därför vara en felöversättning av Andra Moseboken (34:29–35) En annan möjlig förklaring är att texten kan ha blivit felaktigt avskriven, då latinets coronata, strålning, strålglans, mycket liknar cornuta, behornad.

### Reliker
I Topkapipalatset i Istanbul finns en relik som förklarats vara Moses stav. Den förvaras tillsammans med en stor samling heliga reliker som fördes dit av kalifen Selim år 1517 sedan han erövrat de heliga städerna Mecka och Medina.